# 宋文帝
宋文帝劉義隆（407年—453年3月16日），小字車兒，宋武帝劉裕的第三子，劉宋第三任皇帝。
劉義隆生於東晉末年，南朝宋立國後，受封宜都王。宋少帝被廢後獲擁立為帝，即位後改元元嘉。劉義隆在位近三十年，在位期間，建立制度、賞罰分明、鼓勵農桑，減免賦稅力役，使得國家大治，「內清外晏，四海謐如」，此治世因其年號元嘉而稱為「元嘉之治」。劉義隆亦銳意北伐，曾先後三次發起大規模北伐戰爭圖收復北魏所佔的河南土地，然而三次皆失敗，其中發生在元嘉後期的第二次更讓魏軍南攻至江北瓜步，一度威脅建康。元嘉北伐亦對國內經濟民生造成嚴重打擊，《資治通鑑》對北伐的創傷寫道「元嘉之政，自此衰矣。」

## 生平

### 早年生活
劉義隆於東晉義熙三年（407年）生於京口（今江蘇省鎮江市）。義熙六年（410年），時值盧循之亂，盧循叛軍逼近建康，劉裕因應京口位置重要，遂命劉粹輔佐年僅四歲的劉義隆鎮守京口。義熙十一年（415年），因前年劉裕指令朱齡石成功滅亡譙蜀，收復蜀地，晉廷封劉義隆彭城縣公。義熙十三年（417年），劉裕北伐，率水軍自彭城（今江蘇省徐州市）兵向關中，令劉義隆行冠軍將軍留守，東晉朝廷加封其為使持節、監徐兗青冀四州諸軍事、徐州刺史。義熙十四年（418年），劉裕收復關中、還軍彭城，原本想讓世子劉義符出鎮荊州，遂授劉義隆為監司州豫州之淮西兗州之陳留諸軍事、前將軍、司州刺史，並命其鎮守洛陽（今河南省洛陽市），然而因張邵諫止劉裕讓世子外任，劉裕遂改義隆為都督荊益寧雍梁秦六州豫州之河南廣平揚州之義成松滋四郡諸軍事、西中郎將、荊州刺史，鎮守江陵（今湖北省荊州市）。不過，由於劉義隆年紀尚輕，州府事皆由司馬張邵處理。
永初元年（420年），宋武帝劉裕篡晉登位，封劉義隆為宜都王，食邑三千戶。不久加號鎮西將軍，並先後獲進督北秦州及湘州。

### 擁立為帝
劉裕於永初三年（422年）死後，宋少帝劉義符即位，但因為居喪無禮，有多過失，在景平二年（424年）即因顧命大臣徐羨之、傅亮及謝晦為首發動的政變廢黜，將其幽禁並派人殺害。因義符無子，義符次弟劉義真應當繼位，然因為徐羨之認為他不宜為君，故在廢帝以前就先廢義真為庶人，後更派人殺害。廢帝後，侍中程道惠曾請改立武帝五子劉義恭，然而徐羨之屬意劉義隆，百官於是上表迎作為武帝三子劉義隆為皇帝。
時傅亮率行臺到江陵迎劉義隆入京。當時已時是七月中，江陵已聽聞少帝遇害的消息，劉義隆及一些官員都對來迎隊伍有所懷疑，不敢東下，但在王華、王曇首及到彥之的勸告下決定出發並在八月八日（八月丙申日，424年9月16日）到達建康，次日即位為帝，改元「元嘉」。

### 翦除權臣
宋文帝自江陵東下起一直在提防徐羨之等人，即在東下行程上，隨行的荊州州府官員都嚴兵自衞，行臺百官都無法接近，中兵參軍朱容子更在行程數十日內一直抱刀在船艙外守衞。即位後又將親信王華及王曇首召進京內任官，更拒絕徐羨之讓當時暫鎮襄陽（今湖北襄陽市）的到彥之出任雍州刺史的建議，堅持要召其入京為中領軍，統領軍事。傅亮及謝晦亦試圖和王華等人交結，以圖安心。徐羨之及謝晦亦在元嘉二年（425年）上表歸政，讓劉義隆正式親政。不過，王華及孔甯子其時多次向劉義隆中傷徐羨之等人，劉義隆亦有了誅殺權臣的意圖，慮及謝晦當時以荊州刺史坐鎮荊州重地，於是託辭北伐及拜謁陵墓以修建船艦，其時朝廷行事異常，圖謀差點就泄露了。
元嘉三年（426年），劉義隆宣布徐羨之、傅亮及謝晦擅殺少帝及劉義真的罪行，要將徐羨之及傅亮治罪，並決定親征謝晦，命雍州刺史劉粹、南兗州刺史檀道濟及中領軍到彥之先行出兵。徐羨之聞訊自殺，傅亮被捕處死，謝晦則出兵反抗，但知檀道濟協助劉義隆討伐即惶恐不已，無計可施，最終檀道濟到後朝廷軍隊軍勢強盛，謝晦軍隊潰散，謝晦試圖逃走但被擒處死，遂消滅了三個權臣的勢力。

### 主相之爭
劉義隆殺徐羨之後，揚州刺史一職由司徒王弘出任，不過王弘卻一直試圖讓彭城王劉義康入朝他共掌朝政，以收斂當時琅邪王氏人物掌握朝廷要職的鋒芒。最終劉義康於元嘉六年（429年）得以司徒、錄尚書事身份和王弘共輔朝政，然而當時王弘常因患病而將政事推給義康處理，遂令義康漸得專掌朝政。元嘉九年（432年）王弘去世後，劉義隆更授義康揚州刺史，義康獨掌政事。
時劉義隆常常患病，政事其實都由劉義康處理，而且劉義康更衣不解帶去照料劉義隆，內廷和外朝事遂由義康所掌握。乃至元嘉十三年（436年），因應劉義隆病重，劉義康擔心一旦劉義隆去世，無人能駕馭功高才大的司空檀道濟，於是假作詔書，並在宋文帝的同意下誅殺檀道濟一家及其親將。不過，劉義康自以皇帝是至親，率性而行，行事都不避嫌，沒有君臣之禮。其時劉義康親信劉湛等人更力圖想將義康推上帝位，趁義隆病重時稱應以長君繼位，甚至去儀曹處拿去東晉時晉康帝兄終弟及的資料，更去誣陷一些忠於國家，不和劉湛一夥的大臣。劉義隆病愈後知道這些事，即令兄弟之間產生嫌隙，最終劉義隆在元嘉十七年（440年）誅殺劉湛等人，並應劉義康上表求退，將他外調江州。隨後劉義隆將司徒、錄尚書事及揚州刺史分別授予江夏王劉義恭及尚書僕射殷景仁，然劉義恭鑑於義康被貶，雖然擔當實質宰相，行事小心謹慎，只奉行文書，卻得劉義隆安心，主相之爭以權力歸回劉義隆手中結束。

### 三度北伐
北魏在永初三年十月曾乘劉裕去世大舉南侵，奪取包括虎牢（今河南滎陽汜水鎮）、洛陽及滑臺（今河南滑县）等黃河以南土地，故劉義隆自即位以來便有收復黃河以南土地的志向。元嘉七年（430年）三月，劉義隆以到彥之為主帥，率領王仲德及兗州刺史竺靈秀率水軍至黃河，另遣段宏率八千精騎攻虎牢。到彥之軍一日只行軍約十里，到七月才到須昌（今山東東平縣西北），其時北魏以碻磝（今山東荏平西南）、滑臺、虎牢、及洛陽四鎮兵少，先後讓守將棄城北退，宋軍遂輕易奪回四鎮。然而到十月，北魏反攻，魏將安頡進攻洛陽金鏞城，守將杜驥因城池殘破且無糧食而棄守南撤；另一方面虎牢亦失陷。接著，魏將叔孫建及長孫道生等於十一月渡過黃河，到彥之見諸軍相繼敗陣，不理垣護之支援青州的諫言，南退至歷城（今山東濟南歷城區）後就燒船率軍直奔彭城，守須昌的竺靈秀於是也退，更在湖陸大敗給叔孫建。魏軍亦進攻滑臺，檀道濟雖然在十一月率軍北上救援，但次年正月起因叔孫建等人的干擾而無法支援滑臺，滑臺遂於二月失陷，檀道濟全軍撤返。北伐以失敗告終。不過後來王玄謨常常都進獻北伐策略，劉義隆聽後心動，曾對殷景仁說：「聽王玄謨說的話，令人也想在狼居胥山祭天呀。」。
元嘉二十七年（450年）-二月，北魏以步騎十萬南侵，並強攻不滿千兵的懸瓠（今河南汝南縣），守將陳憲苦戰力保不失，劉義隆遣臧質與劉康祖救援，逼退魏軍。當時義隆也命令徐兗二州刺史劉駿派兵進攻攻佔汝陽郡的魏軍，但所派的劉泰之軍卻慘敗予魏軍，泰之更戰死。魏軍在四月撤兵後，劉義隆即欲伐魏。他得到親信徐湛之、江湛及王玄謨支持，然沈慶之進諫：「步兵對陣騎兵向來處於劣勢，請放棄出征之事，而且之前檀道濟再戰無功而返，到彥之更是失利敗還。現在看王玄謨等人都比不上這兩位將軍，軍隊戰力也不及當時，這恐怕會再度戰敗，難以得志。」然劉義隆卻說：「我軍戰敗自有別的原因，這是因為檀道濟放任著敵人以圖鞏固自己地位，到彥之行軍中途病發。北虜恃著的就只是馬，夏天多雨水，河流暢通，只要派船進攻北方，那碻磝敵軍肯定會退走，滑臺守軍亦很易攻破。攻取了這兩城後送糧食慰問人民，那虎牢、洛陽人心自然不穩。等到冬天做好城間防守，待北虜騎兵過河，那就一網成擒。」
於是劉義隆堅持不聽沈慶之、太子劉劭及蕭思話勸阻，於當年（450年）七月下詔北伐，以青冀二州刺史蕭斌為六萬軍主帥，節下的王玄謨（先鋒）率沈慶之和申坦領主力進入黃河，更別遣其他四軍東西並進，大舉伐魏。不久北魏碻磝守軍就棄城，王玄謨遂攻滑臺，但強攻數月仍不能攻下，等到十月號稱百萬的北魏援軍渡過黃河，他才撤退，卻在追擊中大敗，死了萬多人。劉義隆見玄謨戰敗，魏軍一直深入，於是召還正在攻魏的各路軍隊，最終魏軍南攻至瓜步（今江蘇南京六合區瓜埠鎮），一度威脅渡江攻打建康，劉義隆唯有答應議和息兵。魏軍遂於次年自瓜步退軍，當時在彭城坐鎮的太尉劉義恭，認為碻磝不可守，就命一直守城的王玄謨退回歷城，碻磝遂失。此戰不但無功而還，且更被魏軍攻至長江，大肆燒殺擄掠，《資治通鑑》所謂「丁壯者即加斬截，嬰兒貫於槊上，盤舞以為戲。所過郡縣，赤地無餘，春燕歸，巢於林木」、「自是邑里蕭條，元嘉之政衰矣」。
元嘉二十九年（452年），劉義隆以北魏太武帝去世，命蕭思話督冀州刺史張永攻碻磝，可是自七月開始攻城起一直都無法攻破，至八月更被魏軍燒了攻城器具和軍營，蕭思話即使率兵增援，攻了十多日都沒法攻下，眼見兵糧不足，只有退兵。另一邊在攻虎牢的魯爽等知蕭思話退兵後亦撤走，北伐結束。

### 晚年內亂
元嘉二十二年（445年），左衞將軍、太子詹事范曄與員外散騎侍郎孔熙先等人被揭發圖以劉義康造反，皆被誅殺，劉義隆亦因而廢劉義康為庶人。劉義隆第二次北伐失敗，令魏軍兵至瓜步，此時他憂心有人會借機擁被廢為庶人的劉義康作亂，遂於元嘉二十八年（451年）正月賜死劉義康。同時，太子劉劭將北伐失敗的罪責歸咎於當日一力支持並與持反對意見的沈慶之論戰的徐湛之及江湛，雖然劉義隆將責任歸於自己，但劉劭已經和二人極度不和。
後來，劉劭與始興王劉濬聽信女巫嚴道育，為了不再讓劉義隆知道他們做過的過失而責罵他們，就施以巫蠱，在含章殿前埋下代表劉義隆的玉雕人像。此事黃門慶國亦有參與，後來為了自保就報告給劉義隆知道。劉義隆知道後既驚訝又嘆惜，下令收捕另一同謀王鸚鵡，在其家中找到了劉劭和劉濬寫的數百張寫有咒詛之言的紙，又將那人像找到出來。劉義隆詰責二人，二人恐懼無言，只能一直道歉。劉義隆於是有了廢太子和賜死劉濬的打算，就與江湛、徐湛之及王僧綽商量；他想立建平王劉宏，徐湛之就支持女婿隨王劉誕，江湛就支持妹夫南平王劉鑠，可是久久都沒決定。王僧綽慮及機密可能泄露，勸劉義隆快作決定，但還是作不了決定。
元嘉三十年（453年）二月，劉義隆得知劉劭和劉濬還與嚴道育來往，決定廢劉劭的太子之位以及賜死劉濬。劉義隆將此事告訴了劉濬生母潘淑妃，潘淑妃則告訴劉濬，劉劭再從劉濬口中得知，遂決定發動政變。二月二十日（3月15日）夜晚，劉劭召蕭斌及袁淑入宮，告知其計劃並表示翌日天亮就行事，蕭斌在劉劭威嚇下決定加入，堅拒的袁淑遂被殺。劉劭與蕭斌率軍在明早（3月16日）天亮時聲言受了敕命，帶著軍隊從萬春門入禁宮。那一晚，劉義隆又與徐湛之整夜討論事情，至劉劭軍隊攻入時蠟燭還亮著。劉劭齋帥張超之持刀入殿，企图砍杀刘义隆，劉義隆舉起桌子抵抗，被砍斷五根手指，接著被张超之一刀刺中腹部，随后倒地身亡，享年四十七歲。而一旁的徐湛之试图经向北方的窗户逃走，但还未开窗就被杀害。江湛也被杀害。
劉劭隨後登位，並為劉義隆上諡號景皇帝，廟號中宗，並於三月二十日（三月癸巳日，4月14日），葬劉義隆於長寧陵。同年宋孝武帝劉駿起兵殺劉劭即位，改諡號文皇帝，廟號太祖。

## 為政措施

### 政治經濟
劉義隆在消滅徐羨之等權臣後下詔派大使巡行四方，奏報地方官員的表現優劣，整頓吏治；又宣布一些年老、喪偶、年幼喪父及患重疾而生活困難者可向郡縣求助獲得支援，更廣開言路，歡迎人民進納有益意見和謀策。劉義隆亦多次去延賢堂聽審刑訟。元嘉十七年更下令開放禁止平民使用的山澤地區，又禁止徵老弱當兵的這些傷治害民的措施，要求各官依從法令行事。另在歷次天災時都會賑施或減免當年賦稅以撫慰人民。
劉義隆亦鼓勵農桑，元嘉八年即下詔命郡縣獎勵勤於耕作養蠶的農戶和教導正確農作方法，並將一些特別優秀的農戶上報。元嘉十七年又下令酌量減免農民欠下政府的「諸逋債」，後更於元嘉二十一年悉數免除元嘉十九年以前的欠「諸逋債」，又下令租借種子口糧給一些想參與農耕但物資缺乏的人，更賜布帛獎勵營治千畝田地的官民；元嘉二十一年夏季因連續下雨而出現水災，影響農業，劉義隆除了下令賑濟外，還在秋季命官員大力勵農民耕作米麥，又令開垦田地以備來年耕作，並於元嘉二十二年重新開墾湖熟的千頃廢田。

### 文化
劉義隆重視文化建設，元嘉十五年（438年）召雷次宗在京城雞籠山（今南京市北極閣）開設「儒學館」講學，使儒學與玄學、文學、史學合稱「四學」；又於元嘉十九年（442年）下詔建國子學，待一眾冑子集合後於次年復立國子學，並於二十三年至國子學策試學生。不過，因北伐原因，劉義隆在在元嘉二十七（450年）年又廢止國子學。因陳壽所著《三國志》過於精簡，劉義隆便詔命裴松之為其作注，並於完成後親自御覽，讚道：「此為不朽矣！」。

## 性格特徵
- 劉義隆身高七尺五寸，博涉經史，亦擅長隸書。他喜好文儒，對文士亦十分禮待，或加以親任[參⁠ 30]，甚至得劉義隆寛免罪過[參⁠ 31]。
- 劉義隆生於京口，對京口亦留有特別感情，元嘉二十六年曾下詔以原本僑置於京口的州治北遷原地令當地不復當年繁華，從各州人民中招募數千戶人充實京口，並賜予田宅。又因懷念當時生活，命找尋當年在京口生活的官民並一一上報，去世者則酌情賞賜其子孫。
- 史載劉義隆儉約，不好奢侈，既曾在元嘉八年下詔「直存簡約，以應事實。內外可通共詳思，務令節儉」，他本人亦曾經因老舊的乘輦蓬蓋未壞和紫色輦席貴為由拒絕車庫令更換的建議[參⁠ 32]。但他卻在元嘉二十三年修築北堤建玄武湖，甚至想在湖中建方丈、蓬萊及瀛洲三座仙山，惟因何尚之反對而作罷；同年他又在華林園修築景陽山，何尚之亦諫，認為應該給工人在盛暑休息一下，但義隆不肯，反稱他們常常曝曬，在盛暑烈日下工作不叫辛勞[參⁠ 33]。
- 會稽長公主劉興弟是義隆嫡姐，義隆亦十分尊敬她，尤其怕她號哭，如就曾經帶著武敬皇后為劉裕造的納衣去哭罵義隆，終讓義隆不殺徐湛之[參⁠ 34]。劉義康被奪相權，外調江州時，會稽長公主亦曾要求義隆不要加害義康，當時義隆亦答應，並將二人對飲中的那壺酒賜給義康[參⁠ 35]。然而劉義隆於瓜步之戰後仍違背諾言賜死劉義康。

## 影視形象
- 2010年电视剧《大宋疑云》：卢奇饰宋文帝

## 評價
- 南齊的史家沈約評論宋文帝：「太祖幼年特秀，顧無保傅之嚴，而天授和敏之姿，自稟君人之德。及正位南面，歷年長久，綱維備舉，條禁明密，罰有恆科，爵無濫品。故能內清外晏，四海謐如也。昔漢氏東京常稱建武、永平故事，自茲厥後，亦每以元嘉爲言，斯固盛矣。授將遣帥，乖分閫之命，才謝光武，而遙制兵略，至於攻日戰時，莫不仰聽成旨。雖覆師喪旅，將非韓、白，而延寇慼境，抑此之由。及至言漏衾衽，難結商豎，雖禍生非慮，蓋亦有以而然也。嗚呼哀哉！」[參⁠ 36]

- 蕭梁的史家裴子野評述文帝：「太祖寬肅宣惠，大臣光表，超越二昆，來應寶命，沈明內斷，不欲政由寧氏，克滅權逼，不使芒刺在躬，親臨朝事，率尊恭德，斟酌先王之典，強宣當時之宜，吏久其職，育孫長子，民樂其生，鮮陷刑辟，仁厚之化，既已播流，率土忻欣，無思不服……上亦蘊籍義文，思弘儒術，庠序建於國都，四學聞乎家巷，天子乃移蹕下輦以從之，束帛宴語以勸之，士莫不敦悅詩書，沐浴禮義，淑慎規矩，斐然向方……然值北虜方強，周、韓歲擾，金墉、虎牢，代失其禦，二十七年，偏師克復河南，橫挑強胡百萬之眾，匈奴遂跨彭、沛，航淮浦，設穹廬於瓜步……于時精兵猛將，嬰城而不敢鬥，謀臣智士，折撓而無可稱……我守既嚴，胡兵亦怠，且知大川所以限南北也，疲老而退，我追奔之師，橐弓裹足，系虜之民，流離道路，江淮以北蕭然矣。重以含章巫盅，始自二逆，弒帝合殿，史籍未聞，仲尼以為非一朝一夕之故，其所由來者漸矣，辨之不早辨也。元嘉之禍，其有以焉。」[參⁠ 37]

- 唐朝的虞世南：「夫立人之道，曰仁曰义，仁有爱育之功，义有断割之用，宽猛相济，然後为善。文帝沈吟於废立之际，沦溺於嬖宠之间，当断不断，自贻其祸。孽由自作，岂命也哉。」[參⁠ 38]

- 北宋的司馬光評論：「文帝勤於為治，子惠庶民，足為承平之良主；而不量其力，橫挑強胡，使師徒殲於河南，戎馬飲於江津。及其末路，狐疑不決，卒成子禍，豈非文有餘而武不足耶？」[參⁠ 39]

- 南宋的辛棄疾於〈永遇樂·京口北固亭懷古〉一詞中諷喻文帝北伐：「元嘉草草，封狼居胥，贏得倉皇北顧。四十三年，望中猶記、烽火揚州路。可堪回首，佛貍祠下，一片神鴉社鼓!憑誰問：廉頗老矣，尚能飯否?」，暗喻當時南宋權臣韓侂冑的北伐失敗。

- 清代初期的王夫之評430年北伐：「元嘉之北伐也，文帝诛权奸，修内治，息民六年而用之，不可谓无其具；拓跋氏伐赫连，伐蠕蠕，击高车，兵疲于西北，备弛于东南，不可谓无其时；然而得地不守，瓦解蝟缩，兵歼甲弃，并淮右之地而失之，何也？将非其人也。到彦之、萧思话大溃于青、徐，(南宋孝宗之)邵弘渊、李显忠大溃于符离，一也，皆将非其人，以卒与敌者也。文帝、孝宗皆图治之英君，大有为于天下者，其命将也，非信左右佞幸之推引，如燕之任骑劫、赵之任赵葱也；所任之将，亦当时人望所归，小试有效，非若曹之任公孙彊、蜀汉之任陈祗也；意者当代有将才而莫之能用邪？然自是以后，未见有人焉，愈于彦之、思话而当时不用者，将天之吝于生材乎？非也。天生之，人主必有以鼓舞而培养之，当世之士，以人主之意指为趋，而文帝、孝宗之所信任推崇以风示天下者，皆拘葸异谨之人，谓可信以无疑，而不知其适以召败也。道不足以消逆叛之萌，智不足以驭枭雄之士，于是乎摧抑英尤而登进柔輭；则天下相戒以果敢机谋，而生人之气为之坐痿；故举世无可用之才，以保国而不足，况欲与猾虏争生死于中原乎！」[參⁠ 40]

## 家族
| 成員 | 姓名 | 備註 |
| ---- | --- | --- |
| 祖   | 劉翹孝皇帝 | 諡號為劉裕追尊 |
| 父   | 劉裕高祖武皇帝 | |
| 母   | 胡道安章皇太后 | |
| 兄弟 | 長劉義符少帝 · 次劉義真廬陵孝獻王 · 四劉義康 · 五劉義恭江夏文獻王 · 六劉義宣南郡王 · 七劉義季衡陽文王 | |
| 姐妹 | 長劉興弟會稽宣長公主 · 次劉惠媛義興恭長公主 · 三廣德公主 | 廣德公主史失其名 |
| 皇后 | 袁齊媯文元皇后 | 皇后稱號為死後追封 |
| 妃嫔 | 孝武昭太后路惠男 · 明宣太后沈容姬 · 潘淑妃 · 吳淑儀 · 高修儀 · 江修儀 · 殷修華 · 陳修容 · 曹婕妤 · 謝容華 · 楊修儀 · 邢美人 · 蔡美人 · 董美人 · 顏美人 · 陳美人 · 荀美人 · 羅美人 · 蔣美人 | |
| 子女 | 子 長劉劭太子，弒父篡位 · 次劉濬始興王，依附劉劭 · 三劉駿世祖孝武皇帝 · 四劉鑠南平穆王 · 五劉紹廬陵昭王 · 六劉誕竟陵王 · 七劉宏建平宣簡王 · 八刘祎東海王 · 九劉昶義陽王 · 十劉渾武昌王 · 十一劉彧太宗明皇帝 · 十二劉休仁建安王 · 十三劉休佑山陽王 · 十四劉休茂海陵王 · 十五劉休業鄱陽哀王 · 十六劉休倩臨慶沖王 · 十七劉夷父新野懷王 · 十八劉休範桂陽王 · 十九劉休若巴陵哀王 女 劉英娥東陽獻公主 · 海鹽公主 · 長城公主 · 劉英媛臨川長公主 · 淮陽長公主 · 劉英媚新蔡公主 · 南陽公主 · 琅邪貞長公主 · 南郡獻公主 · 尋陽公主 · 廬江公主 | 海鹽公主、長城公主、淮陽長公主、南陽公主、琅邪貞長公主、南郡獻公主、尋陽公主、廬江公主史失其名。廬江公主女褚令璩嫁南齊皇帝蕭寶卷。 |

## 延伸阅读
[在维基数据编辑]
 《宋書/卷5》，出自沈约《宋书》
 《南史·卷02》，出自李延壽《南史》
 在维基共享资源阅览影像